# 建築施工システム技術科
建築施工システム技術科（けんちくせこうシステムぎじゅつか）は、職業能力開発大学校の応用課程（高度職業訓練）に設置されている建築施工関係の訓練科。

## 設置している職業能力開発大学校等
- 職業能力開発総合大学校（応用課程）
- 北海道職業能力開発大学校（応用課程）
- 東北職業能力開発大学校（応用課程）
- 関東職業能力開発大学校（応用課程）
- 近畿職業能力開発大学校（応用課程）
- 九州職業能力開発大学校（応用課程）

## 類似する名称の科をもつ職業訓練施設
- 高度職業訓練　専門課程
  - 山形工科短期大学校 建築系「施工コース」

- 普通職業訓練　短期課程
  - 独立行政法人高齢・障害・求職者雇用支援機構
    - 沖縄支部沖縄職業能力開発促進センター　建築外装施工科、建築内装施工科（短期デュアルコース）
    - 兵庫支部兵庫職業能力開発促進センター　建築施工管理科

  - 国際人材開発協会訓練センター　建築施工コース

- 普通職業訓練　普通課程
  - 江戸崎地区建築高等職業訓練校 建築施工
  - 結城地区建設高等職業訓練校 建築施工
  - 県西地区下館建設高等職業訓練校 建築施工
  - 水戸建築高等職業訓練校 建築施工
  - 職業訓練法人龍ヶ崎地区高等職業訓練協会 建築施工
  - 笠間地区建設高等職業訓練校 建築施工
  - 日立建設高等職業訓練校 建築施工

## 類似するコースをもつ職業訓練施設以外の施設
- 日本工学院専門学校テクノロジーカレッジ建築設計科 建築施工コース